# Mumlavský vodopád
Mumlavský vodopád (německy Mummelfall) je necelých 10 m vysoký vodopád, který se nachází v Harrachovské kotlině na řece Mumlavě, asi 2 km od centra Harrachova, na území Krkonošského národního parku. Jeho jméno pochází z německého slova murmeln, česky mumlat, což vystihuje zvuk tohoto vodopádu.
Z hydrologického hlediska se jedná o jeden z nejmohutnějších vodopádů v České republice a zároveň největší v České republice a díky tomu je považován za jeden z nejkrásnějších a turisty nejvyhledávanějších. Zajímavostí vodopádu jsou pak tzv. obří hrnce a kotle, místně nazývané čertova oka, kterých se na toku nachází hned několik. Největší z těchto prohlubní, vytvořených erozí, dosahuje v průměru až 6 m a hloubky 3 m.
Okolí vodopádu je bohaté na typickou lesní flóru a faunu. Přístup k vodopádu je možný po asfaltové cestě přímo z centra Harrachova po modré turistické značce.

## Základní údaje
Vodopád se nachází ve výšce 760 m n. m. Je vysoký v průměru 8,9 m, výška se liší na levé a pravé straně, kde se stěna mírně svažuje. Od nejvýše položené tůně je pak vysoký 9,9 m. Šířka dosahuje až 10 m, při nízkém průtoku se tok může rozdělit na několik menších ramen. Průměrný roční průtok činí 750 l/s. Plocha povodí je zhruba 19 km2. Mohutnost vodopádu se udává 7120 m.l/s.

## Historie návštěvníků
První zmínky o Mumlavském vodopádu začínají s prvními turistickými výlety v Krkonoších. První věrohodné záznamy se objevují v díle J. K. E. Hosera z roku 1804, který říčku nazývá Muml. Další zmínky jsou od českých turistů; vodopád uvádí Řivnáčův Průvodce po království Českém z roku 1882, jenž je také nejstarším souhrnným průvodcem po Čechách. Přestože je Mumlavský vodopád jedním z nejvýznamnějších vodopádů v Česku, s jeho staršími obrazy či rytinami se z neznámých důvodů nesetkáváme.

## Přírodní poměry
Přírodní podmínky jsou u Mumlavského vodopádu po většinu roku drsnější než bývají v údolí. Je zde horské klima, a tomu odpovídají chladnější teploty. 
Geologický podklad Mumlavského vodopádu a přilehlé krajiny tvoří středně zrnitá biotická žula. Jedná se o strukturně-tektonickou, tj. kompaktnější horninovou partii se systémem podélných a příčných puklin. Významné jsou pak i šikmo příčné či příčně svislé pukliny.
Vodopád je ovlivněn zpětnou erozí a lokální erozí Harrachovské kotliny v důsledku tektonického poklesu. Tato lokální eroze proběhla v mladších třetihorách. Vznikla zde nerovnost, která se prohlubovala a dala vzniknout nynější Harrachovské kotlině. Není vyloučeno, že se tento proces neopakoval znovu i v pozdější době.
Mumlavský vodopád vytváří horská řeka Mumlava, která protéká Krkonošemi. Ta vzniká z Malé a Velké Mumlavy, které se ve výšce 1030 m n. m. u turistického rozcestníku Krakonošova snídaně spojují. Vodopád překonává až 12 m vysoké převýšení tvořené skalními bloky v žulovém řečišti. Mumlava pak protéká Mumlavským dolem a po 12,2 km se vlévá do Jizery. Tvoří tak hranici mezi Krkonošemi a Jizerskými horami.
Mumlavský vodopád má po většinu roku stálý tok, a je tak jedním z nejvodnatějších vodopádů v Česku. Nejmohutnější je při jarním tání. V zimě proud vody někdy zamrzá a vytváří tzv. ledopád.

Zajímavostí jsou obří hrnce a kotle, nazývané také čertova oka. Jsou to prohlubně, které vznikly působením silného proudu řeky na žulové bloky, do kterých padající voda společně s kamínky vyhloubila díru, ve které pak cirkulovala. Tyto útvary zde dosahují až 6 m v průměru a až 3 m hloubky. Lze je najít přímo pod vodopádem, ale i jinde v řečišti. V létě při vysokých teplotách mohou tyto přirozeně vytvořené tůně lákat turisty ke koupání. Jsou však hluboké, velmi hladké a často v nich bývá silný proud, takže hrozí nebezpečí, že se člověku nepodaří vylézt a může se i utopit.

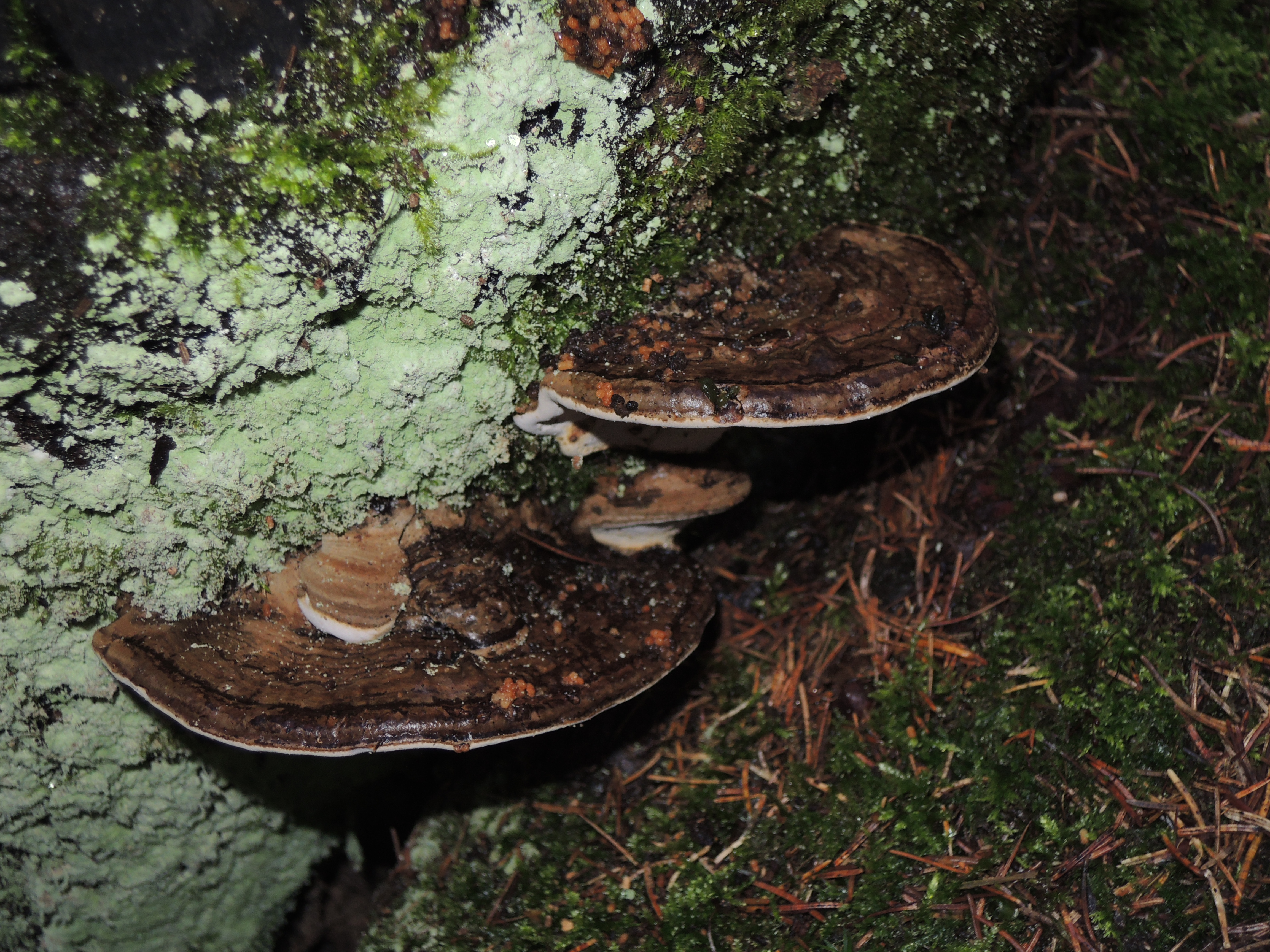
Troudnatec pásovaný (Fomitopsis pinicola)

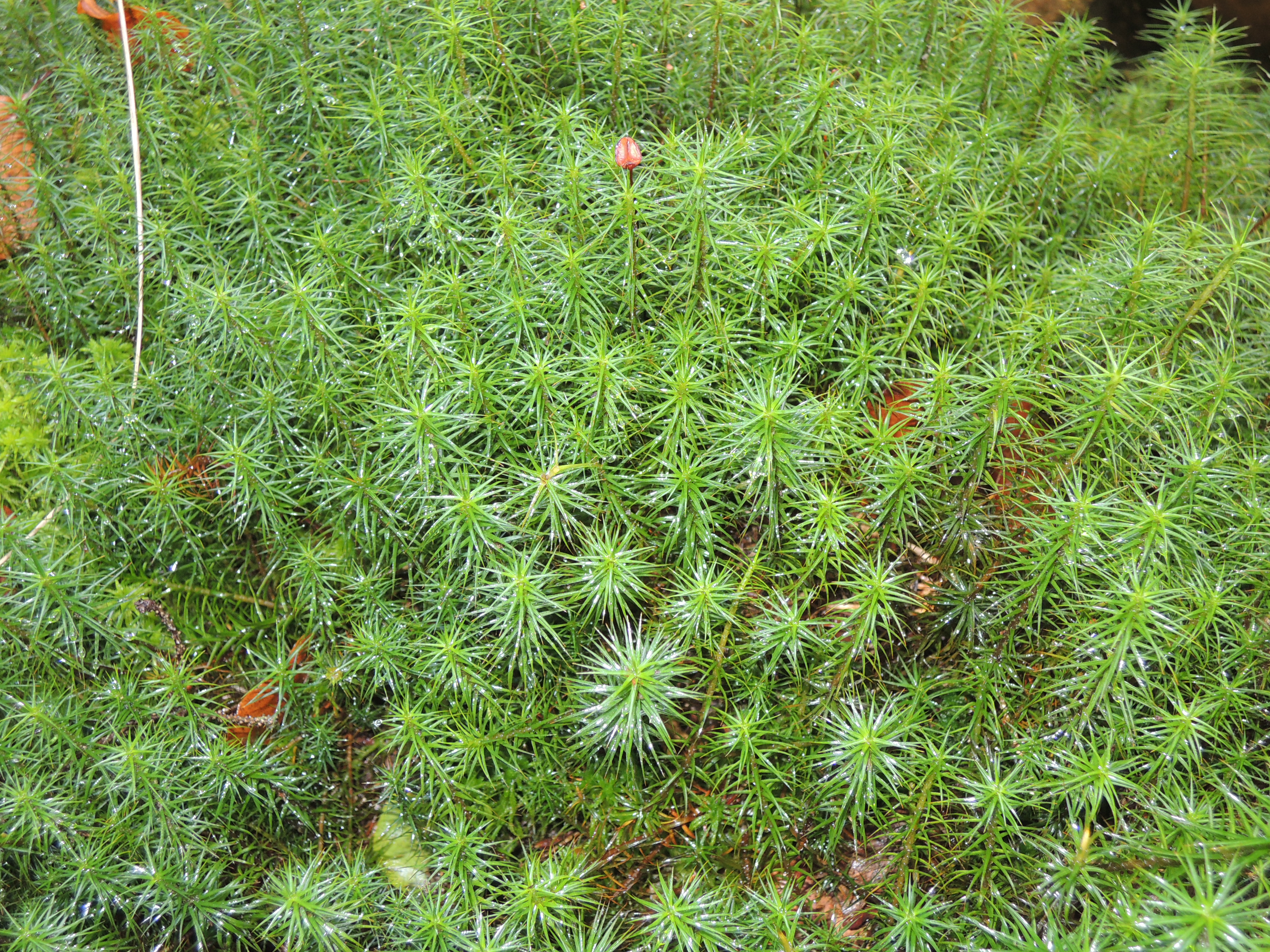
Ploník ztenčený (Polytrichum formosum)

Smrkovo-bukový les v okolí vodopádu je již nepůvodní. Ve snaze přiblížit se původnímu složení lesa na ochranu proti škůdcům a negativním vlivům se zde vysazují především listnaté stromy, jelikož jsou odolnější. Jsou to např. buky, jasany, javory nebo jilmy, z jehličnanů jedle, které zde také bývaly původní.
Hojně se zde vyskytují různé druhy lišejníků, mechorostů a hub. Např.: dutohlávka sobí (Cladonia rangiferina), pukléřka islandská (Cetraria islandica), ploník ztenčený (Polytrichum formosum), bělomech sivý (Leucobryum glaucum), troudnatec pásovaný (Fomitopsis pinicola) aj.

## Turismus
Mumlavský vodopád je jedním z nejvyhledávanějších turistických cílů západní části Krkonošského národního parku a spolu s Labským a Pančavským vodopádem nejnavštěvovanější vodopád v České republice. Je velmi dobře přístupný pěšky i na kole a trasa je vhodná i pro vozíčkáře a rodiny s kočárky. Nejjednodušší a zároveň nejkratší trasa vede od harrachovského autobusového nádraží po tzv. Harrachovské cestě, která je značena modrou turistickou značkou. Je dlouhá 7,7 km s převýšením 163 m. Další možností je vyjít z Rýžoviště nebo od Hornického muzea. Také se lze vydat od harrachovské sklárny po červené turistické značce.
Pod vodopádem stojí Mumlavská bouda, kterou zde nechal vybudovat hrabě Jan Harrach právě kvůli vodopádu. Původně se jednalo o hájenku, nyní objekt slouží jako výletní restaurace. Proti proudu řeky Mumlavy se lze nenáročnou procházkou dostat k dalším vodopádům, byť o něco menším.

## Galerie

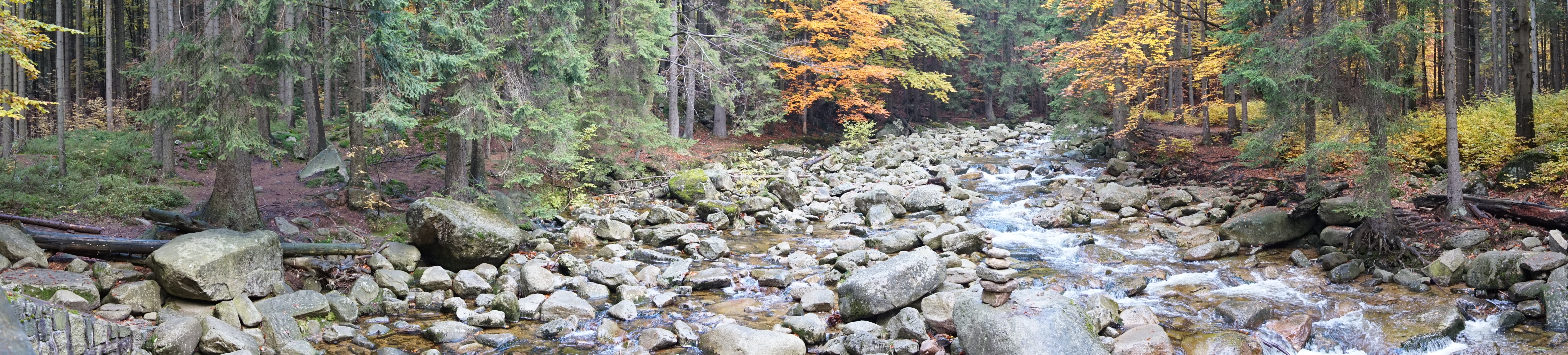
Kamenité koryto řeky pod vodopádem

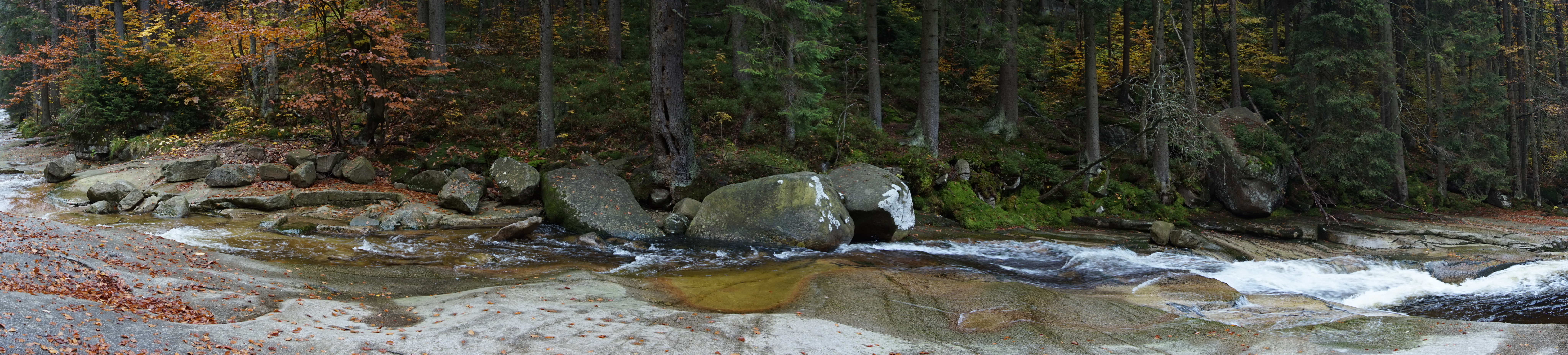
Tok řeky nad vodopádem

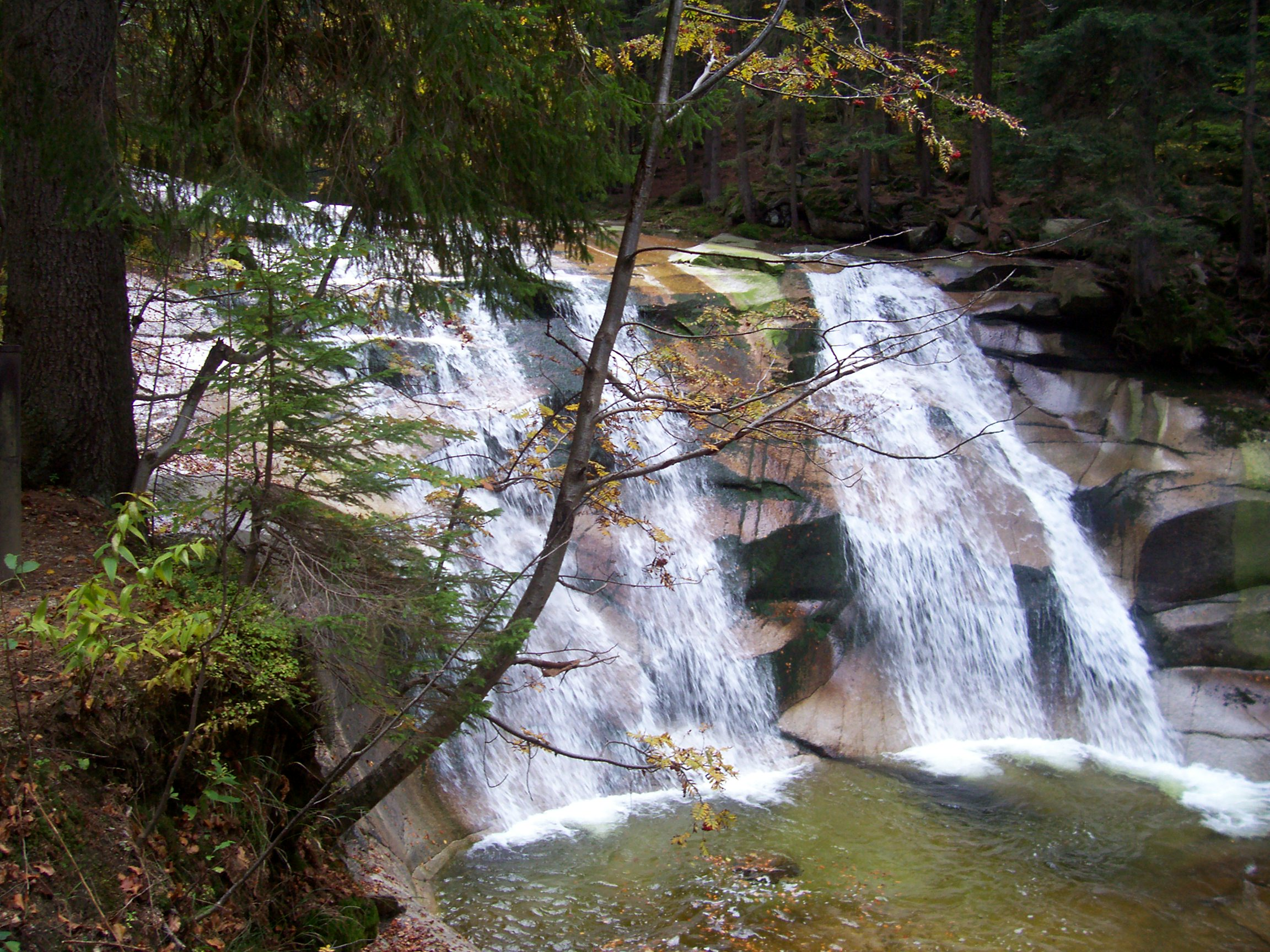
Pohled na Mumlavský vodopád z boku
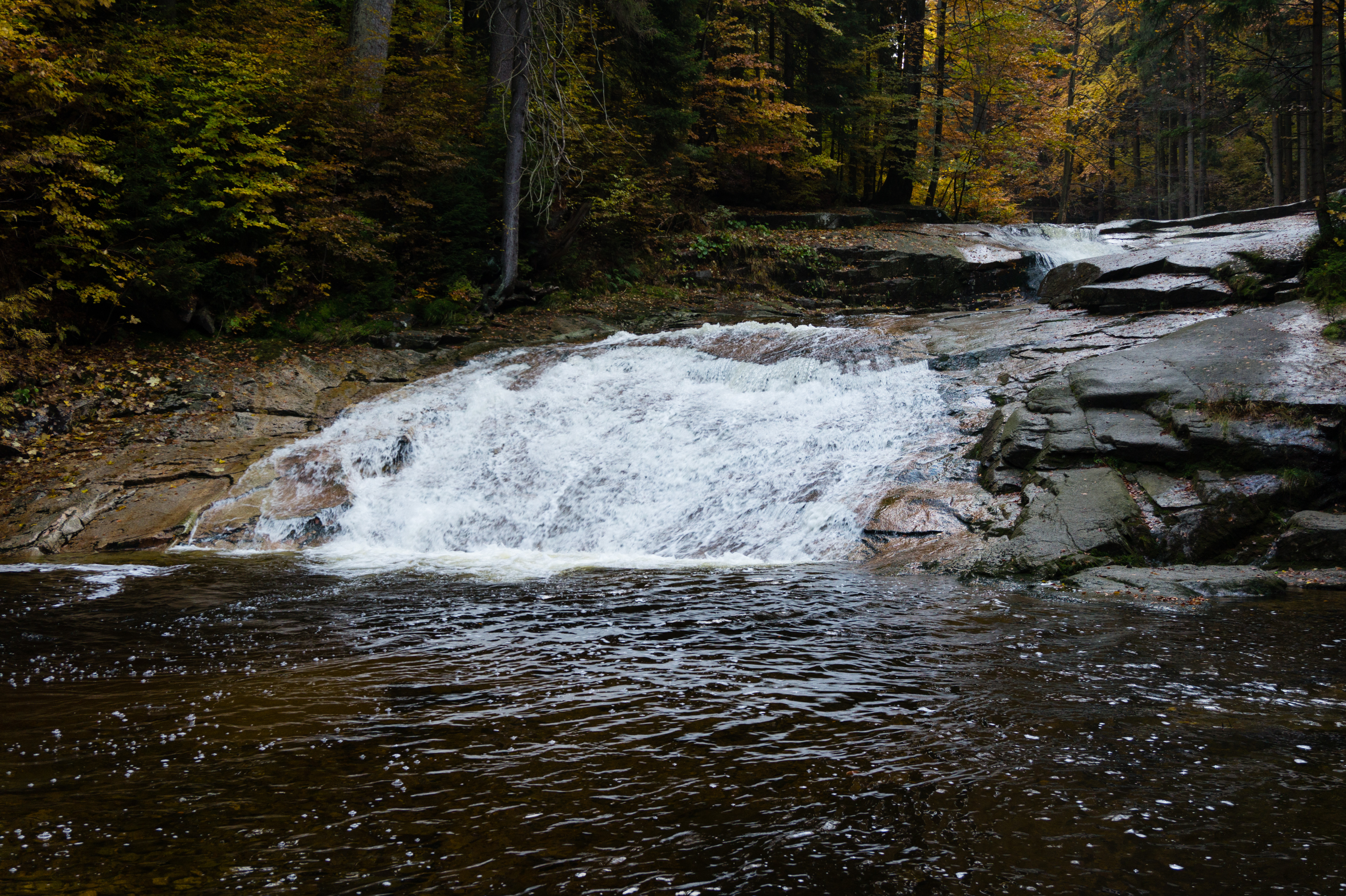
Kaskádovitý tok řeky pod vodopádem
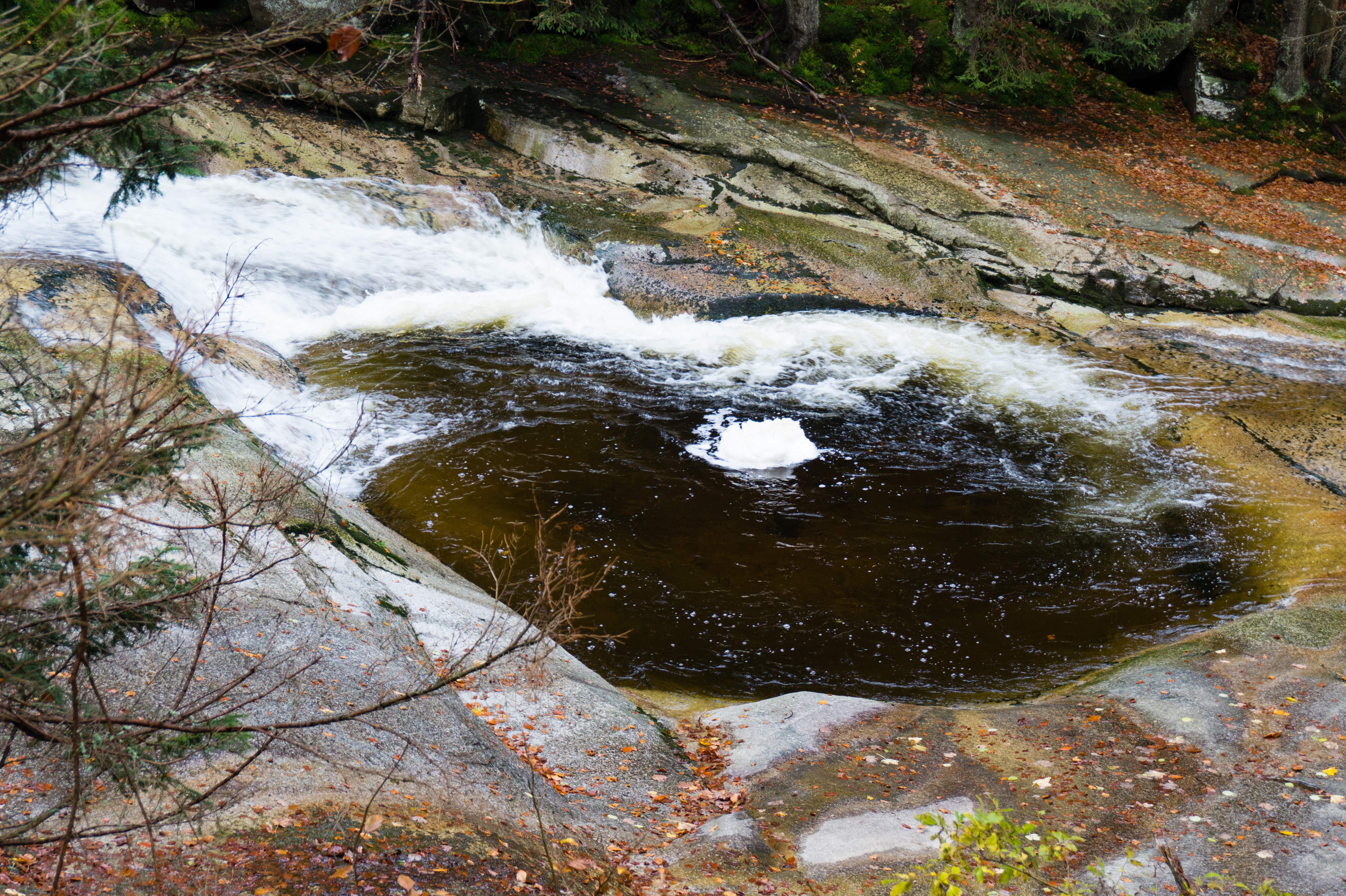
Čertovo oko, jinými slovy obří hrnec. Průměr je 6 m a hlouka 3 m.
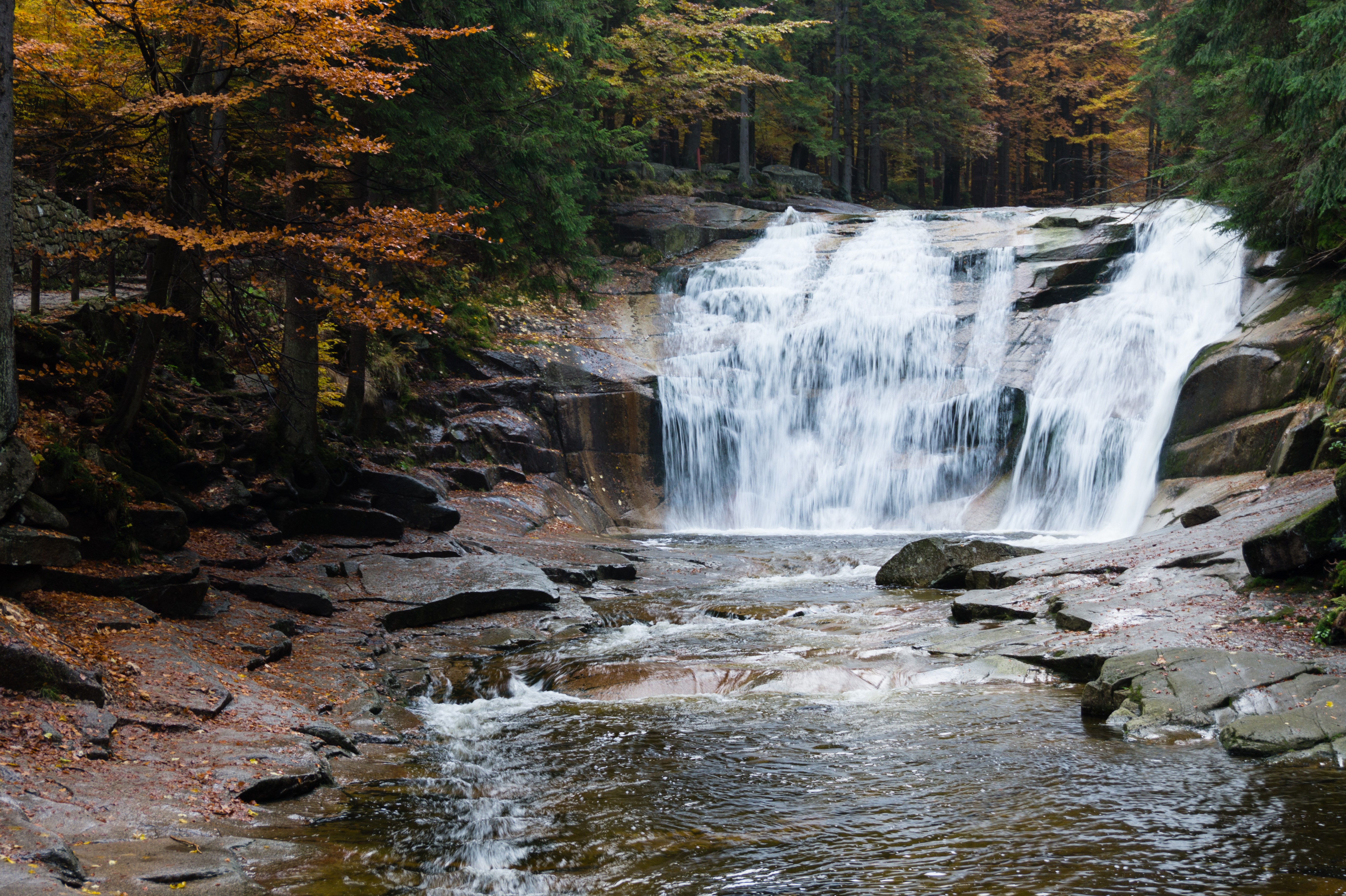
Pohled z lávky na Mumlavský vodopád
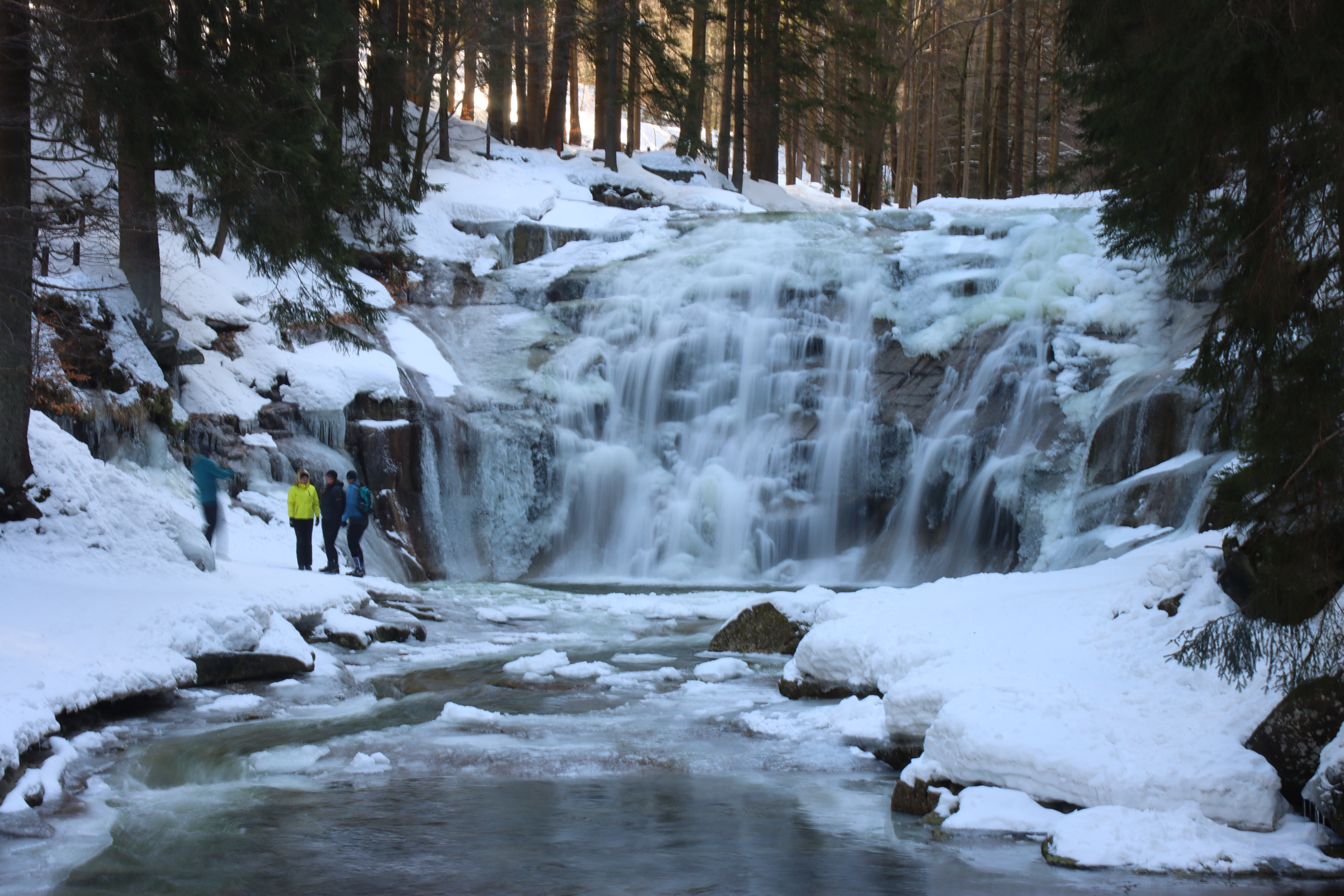
Zimní pohled